# 汲斌昌
汲斌昌（1963年11月—），男，漢族，山东昌邑人。中华人民共和国政治人物，1985年10月加入中國共產黨，1986年7月参加工作。
畢業於四川大學國民經濟計劃及管理學系國民經濟管理學專業，在職研究生學歷，工商管理碩士學位。

## 个人经历

### 仕途
1986年7月，进入山東省經濟體制改革辦公室工作；後任山東省人民政府國有資產監督管理委員會副主任。2013年3月，出任山東省魯信投資控股集團有限公司董事長、黨委書記。2018年7月，任山東省人民政府經濟和信息化委員會主任。2018年10月，由於組織改革，他改任山東省人民政府工業和信息化廳廳長。
2020年5月，升任山東省人民政府黨組成員。2020年6月12日，正式當選山東省人民政府副省長。
2022年3月30日，任青岛市政协党组书记。2022年4月18日，当选中国人民政治协商会议青岛市委员会主席。

### 落马
2023年1月6日，汲斌昌涉嫌严重违纪违法，接受中央纪委国家监委纪律审查和监察调查。同年7月27日，汲斌昌被开除党籍和公职，并于8月10日被最高人民检察院依法决定逮捕。
2024年5月16日，江苏省无锡市中级人民法院一审公开开庭审理了汲斌昌受贿一案。无锡市人民检察院起诉指控，2003年至2022年，汲斌昌利用职务之便非法收受财物共计折合人民币5.26亿余元，提请以受贿罪追究其刑事责任。汲斌昌当庭表示认罪悔罪。12月20日，无锡市中级人民法院一审公开宣判，以受贿罪判处汲斌昌死刑，缓期二年执行，剥夺政治权利终身，并处没收个人全部财产；对其受贿犯罪所得财物及孳息依法予以追缴，上缴国库。